# だってヒロインじゃない
『だってヒロインじゃない』は、フジテレビが製作する配信ショートドラマのシリーズ作品。

## 概要
2024年2月6日に配信を開始。各回は独立したエピソードで成り立ち、フジテレビが運営するInstagramやTikTok、YouTubeなどの公式SNSアカウントより配信されている。

## エピソード
|    | 作品名                                | 投稿日                           | 脚本             | 出演                                                                                            | 備考                               |
| -- | ------------------------------------- | -------------------------------- | ---------------- | ----------------------------------------------------------------------------------------------- | ---------------------------------- |
| 1  | ミニマルラブ〜貧乏でも恋愛できますか? | 2024年2月6日（全2話）            |                  |                                                                                                 |                                    |
| 2  | バレンタインにチョコっと復讐          | 2024年2月9日（全1話）            |                  | 吉田いをん、倉本琉平                                                                            |                                    |
| 3  | 僕チョコ -僕は僕にチョコを            | 2024年2月13日                    |                  | 倉本琉平、高崎かなみ                                                                            |                                    |
| 4  | 彼女になれないキープちゃん            | 2024年2月21日（全1話）           |                  | 伊藤雨音、松永有紘、高崎かなみ                                                                  |                                    |
| 5  | 彼氏にならないキープ君                | 2024年2月23日                    |                  | 伊藤雨音、松永有紘、高崎かなみ                                                                  |                                    |
| 6  | ハモラブ -青春はアカペラだ- 平成編    | 2024年2月26日（全1話）           |                  | 増田彩乃、高瀬巧磨                                                                              | 『ハモネプ大リーグ』コラボドラマ   |
| 7  | ハモラブ -青春はアカペラだ- 令和編    | 2024年2月28日（全1話）           |                  | 増田彩乃、高瀬巧磨                                                                              | 『ハモネプ大リーグ』コラボドラマ   |
| 8  | 私だけの推し                          | 2024年2月29日                    |                  | 宇佐卓真、永瀬ひな                                                                              |                                    |
| 9  | -5kgの恋                              | 2024年3月1日（全1話）            |                  | 杉本琢弥、河本景                                                                                |                                    |
| 10 | 彼氏が親友を好きになりました          | 2024年3月6日                     |                  | 折田涼夏、中島結音、エイミー、栞麗、赤羽流河                                                    | 『恋愛戦略会議』コラボドラマ       |
| 11 | 親友の彼氏を好きになりました          | 2024年3月8日                     |                  | 折田涼夏、中島結音、エイミー、栞麗、赤羽流河                                                    | 『恋愛戦略会議』コラボドラマ       |
| 12 | 先生を好きになりました                | 2024年3月11日                    |                  | エイミー、栞麗、折田涼夏、中島結音、高尾昇吾                                                    | 『恋愛戦略会議』コラボドラマ       |
| 13 | 親友を好きになりました                | 2024年3月13日                    |                  | エイミー、栞麗、折田涼夏、中島結音、高尾昇吾                                                    | 『恋愛戦略会議』コラボドラマ       |
| 14 | この恋、卒業します                    | 2024年3月15日                    |                  | 杉本琢弥、金子みゆ                                                                              |                                    |
| 15 | 推しのAD                              | 2024年3月22日                    |                  | 杉本琢弥、OCTPATH（太田駿静・海帆・栗田航兵・古瀬直輝・小堀柊・高橋わたる・西島蓮汰・四谷真佑） | 『ストイックOCTPATH!』コラボドラマ |
| 16 | 陰キャの恋                            | 2024年4月12日 - 4月17日（全3話） |                  | 金子みゆ、水野舞菜、水瀬裕也                                                                    |                                    |
| 17 | 陽キャの恋                            | 2024年4月22日 - 4月24日（全3話） |                  | 金子みゆ、水野舞菜、水瀬裕也                                                                    |                                    |
| 18 | フォロワーマウント                    | 2024年4月27日 - 5月7日（全4話）  | 生﨑文乃、中村馨 | 植村颯太、葉月くれあ                                                                            |                                    |
| 19 | 加工中毒                              | 2024年5月10日 - 5月14日（全2話） |                  | 岩渕優二、黒江こはる                                                                            |                                    |
| 20 | 同担拒否                              | 2024年5月17日 - 5月21日（全2話） |                  | 岩渕優二、主人公                                                                                |                                    |
| 21 | メンヘラ彼女                          | 2024年5月24日 - 6月4日           |                  | 野咲美優、阿部隼大                                                                              |                                    |